# Jerzy Mendyka

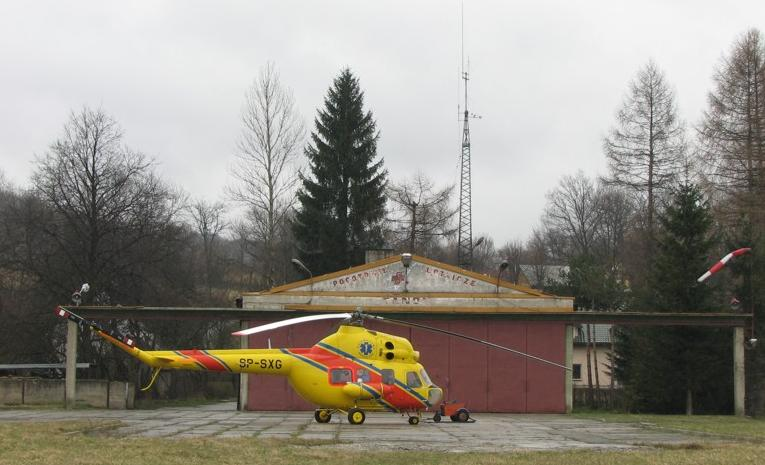
Lotnisko w Sanoku ze śmigłowcem Mi-2 (SP-SXG) w 2009 roku

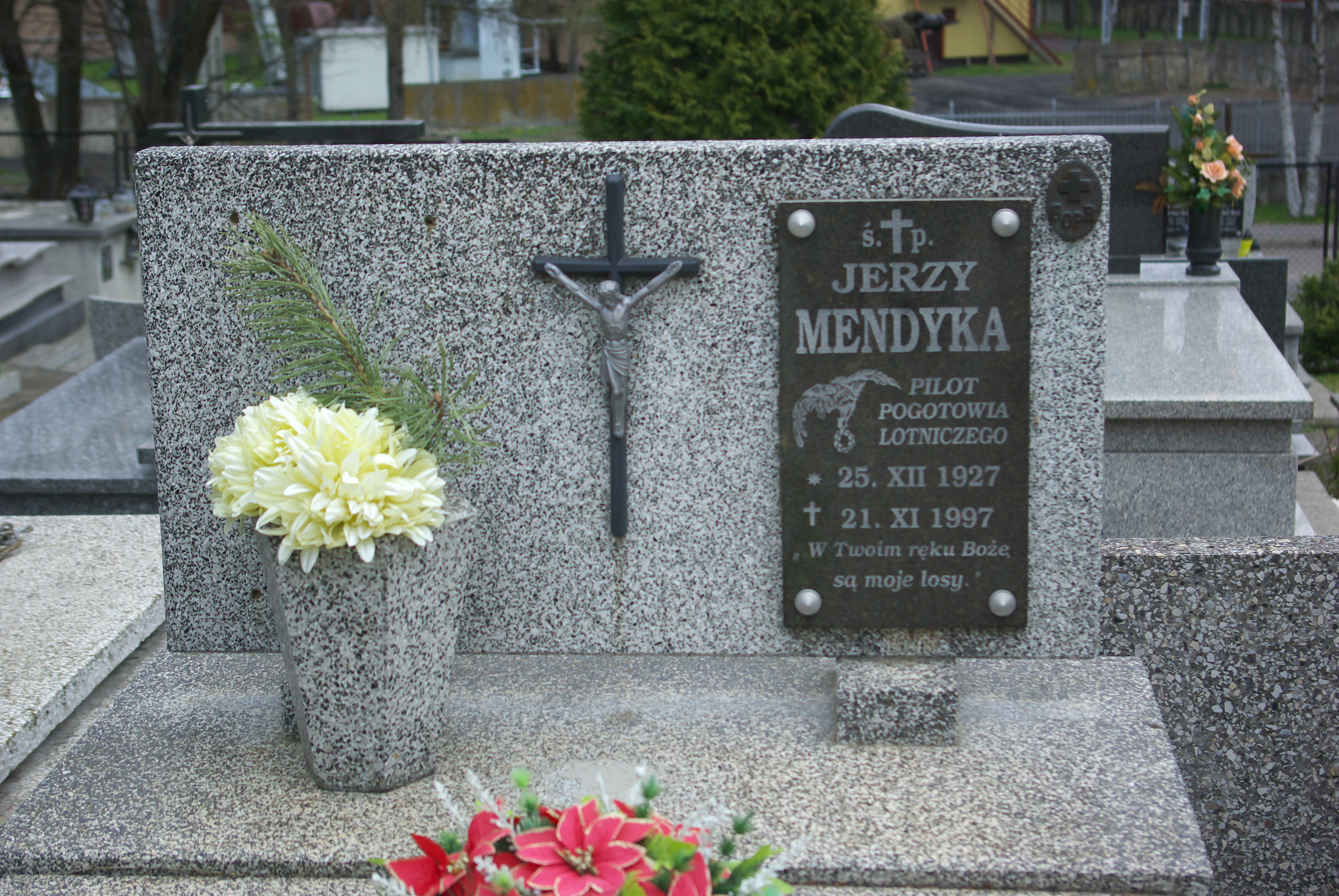
Nagrobek Jerzego Mendyki

Jerzy Jan Mendyka (ur. 25 grudnia 1927, zm. 21 listopada 1997 w Sanoku) – polski pilot i instruktor cywilny.

## Życiorys
Jerzy Jan Mendyka urodził się 25 grudnia 1927. Pochodził z ziemi katowickiej. W 1937 należał do klubu modelarskiego. Lataniem zajął się po zakończeniu II wojny światowej w 1945. W 1946 ukończył kurs szybowcowy w Mrągowie. Pracował jako mechanik, a następnie został powołany do odbycia służby wojskowej. Ukończył pilotaż, później kurs instruktorów, po czym pozostał w Centrum Wyszkolenia Lotniczego we Wrocławiu, gdzie zajmował się szkoleniem adeptów do szkół wojskowych. Po przeniesieniu szkoły do Krosna, przeprowadził się do tego miasta, kontynuując pracę. W 1953 został zawodowym pilotem. Uprawiał także pilotaż sportowy. W zakończonych 29 października 1957 w Centrum Wyszkolenia Lotniczego w Krośnie III Samolotowych Mistrzostwach Polski, startując jako zawodnik WDL Krosno, zajął trzecie miejsce, zdobywając brązowy medal. Od 1958 wraz z Władysławem Wójcickim (prowadzący) i Janem Cierniakiem tworzył w krośnieńskim CWL zespół akrobacyjny, biorący udział w pokazach podczas obchodów świąt państwowych, latając na samolotach Zlín Z-26, Jak-18 i TS-8 Bies.
W 1960 przyjął propozycję pracy w lotnictwie sanitarnym. Został pilotem w utworzonym wówczas Zespole Lotnictwa Sanitarnego w Rzeszowie. Po roku przeszedł kurs śmigłowcowy i w 1961 podjął pracę w utworzonej wówczas bazie lotnictwa sanitarnego w Sanoku, zostając drugim pilotem. Od 1962 był pierwszym pilotem oraz kierownikiem tamtejszego oddziału Zespołu Lotnictwa Sanitarnego, zastępując na tym stanowisku Jerzego Rzewuskiego. Sanocki oddział ZLS, określany jako Bieszczadzkie Pogotowie Lotnicze, działał na lotnisku bazowym, położonym na Białej Górze na brzegu rzeki San. Około roku 1968 Jerzy Mendyka wykonał kurs ratunkowy śmigłowcem SM-1 w porze nocnej z Sanoka do Strażnicy WOP w Roztokach celem transportu nieprzytomnego żołnierza, co stanowiło bezprecedensowy i prawdopodobnie pierwszy w Polsce przypadek lotu nocą w górach. Historia tego zdarzenia została opisana w książce Juliana Woźniaka pt. Rzecz o pilotach. Nie boimy się generale (wyd. Krajowa Agencja Wydawnicza). Na początku lat 70. Mendyka był w randze starszego pilota. Uzyskał tytuł pilota I klasy. W ramach koordynacji i współpracy ratowniczo-medycznej w połowie lat 70. został także ratownikiem stacjonującej w Sanoku Grupy Bieszczadzkiej GOPR. Był również instruktorem, przy którym wyszkolenie przeszło kilkuset lotników. W 1983 po przeszło 22 latach służby dysponował nalotem wynoszącym powyżej 10 tys. godzin, pilotując nierzadko w ciężkich warunkach atmosferycznych oraz docierając i lądując w rejonach trudno dostępnych. W całym 1985 roku śmigłowiec sanockiego ZLS wykonał 416 lotów. Podczas obchodów Święta Lotnictwa Polskiego w Rzeszowie-Jasionce Mendyka uczestniczył w pokazach lotniczych, pilotując Mi-2. W 1987 odszedł na emeryturę. 
W Sanoku Jerzy Mendyka założył rodzinę. Był żonaty, miał dzieci. Zmarł 21 listopada 1997 w Sanoku. Został pochowany na cmentarzu komunalnym w Sanoku 25 listopada 1997, a dla uczczenia pilota podczas uroczystości pogrzebowych nad nekropolię wzleciał śmigłowiec Mi-2.

## Odznaczenia i wyróżnienia
- Złoty Krzyż Zasługi[8].
- Medal 30-lecia Polski Ludowej (1975)[26].
- Odznaka Honorowa za Zasługi dla Ratownictwa Górskiego[8].
- odznaczenia regionalne[8].
- Laureat konkursu-plebiscytu „Postawy”, organizowanego przez dziennik „Nowiny” i rozgłośnię Polskiego Radia w Rzeszowie (1973)[27][28].
- Wyróżnienie „Błękitne Skrzydła” przyznane przez czytelników „Skrzydlatej Polski” (1987, za śmigłowcowe loty w Bieszczadach, a zwłaszcza za akcję ratowniczą celem uwolnienia trzech turystów otoczonych przez wezbrane wody Sanu w okolicach Sękowca)[29][30][31].